# بيتر داي
بيتر داي (بالإنجليزية: Peter Day)‏ هو كيميائي بريطاني، ولد في 20 أغسطس 1938 في كنت في المملكة المتحدة.